# Bunny Wailer
Bunny Wailer, született Bunny Livingston (Kingston, 1947. április 10. – 2021. március 2.) jamaicai reggaezenész, Bob Marley és Peter Tosh mellett a The Wailers zenekar harmadik tagja volt. A legjobb reggae album Grammy-díját nyerte 1990-ben, 1994-ben és 1996-ban. Ma Kingstonban él.

## Lemezei
- Bunny Sunny
- Blackheart Man, 1976
- Dubd'sco
- Hall of Fame: A Tribute to Bob Marley
- Sings the Wailers
- Communication
- Crucial Roots Classics
- Retrospective
- Dance Massive
- Roots Radics Rockers Reggae
- Time Will Tell: A Tribute to Bob Marley
- Rule Dance Hall
- Just be Nice
- Rootsman Skanking 1987
- Liberation 1989
- Gumption
- Protest
- Marketplace
- Rock and Groove